# Campeonato de Portugal de 2019–20
O Campeonato de Portugal de 2019–20 foi a 7.ª edição do Campeonato de Portugal, o primeiro nível não-profissional do futebol português.

## Formato
Nesta edição do Campeonato de Portugal, 72 equipas foram divididas em 4 séries (de 18 equipas) por localização geográfica. Dentro dessas séries jogam contra todas as equipas a duas voltas. As 5 equipas piores classificadas de cada série são despromovidas aos Campeonatos Distritais, enquanto as equipas primeiras classificadas das séries, juntamente com os segundos classificados se qualificam para uma fase de apuramento de campeão. Nesta fase de apuramento de campeão, as 8 equipas participam numa eliminatória a duas mãos, participando os vencedores numa outra eliminatória a duas mãos. Os 2 vencedores desta última eliminatória são promovidos à Segunda Liga e disputam uma final (de apenas uma mão) em campo neutro para decidir o campeão desta edição do Campeonato de Portugal.

## Participantes
Equipas despromovidas da Segunda Liga de 2018–19:
- Arouca
- Braga B
- Vitória SC B

Equipas que asseguraram a manutenção no Campeonato de Portugal de 2018–19:
- Vizela
- Fafe
- São Martinho
- Trofense
- Felgueiras
- Mirandela
- GD Chaves B
- Merelinense
- Montalegre
- Pedras Salgadas
- Maria da Fonte
- AD Oliveirense
- Sp. Espinho
- Lusitânia Lourosa
- Gondomar
- Águeda
- Lusitano Vildemoinhos
- Sanjoanense
- Amarante
- Coimbrões
- Marítimo B
- Paredes
- União da Madeira
- Leça
- Pedras Rubras
- União de Leiria
- Anadia
- Benfica Castelo Branco
- Sintrense
- Oliveira do Hospital
- Alverca
- Caldas
- Oleiros
- Torreense
- Fátima
- Loures
- Sertanense
- Praiense
- Real
- Oriental
- Olhanense
- Amora
- 1.º Dezembro
- Armacenenses
- Louletano
- Olímpico Montijo
- Sp. Ideal
- Pinhalnovense
- Sacavenense

Equipas promovidas dos Campeonatos Distritais:
AF Algarve
- Esperança de Lagos

AF Aveiro
- Beira-Mar

AF Beja
- Aljustrelense

AF Braga
- Berço SC

AF Bragança
- Bragança

AF Castelo Branco
- Vitória de Sernache

AF Coimbra
- Condeixa

AF Évora
- Lusitano de Évora

AF Guarda
- Ginásio Figueirense (C.Rodrigo)

AF Leiria
- Marinhense

AF Lisboa
- Sintra Football

AF Madeira
- Câmara de Lobos

AF Portalegre
- Mosteirense[nota 1]

AF Porto
- Canelas 2010
- Valadares Gaia[nota 1]

AF Santarém
- União de Santarém

AF Setúbal
- Fabril Barreiro

AF Viana do Castelo
- Cerveira

AF Vila Real
- Vila Real

AF Viseu
- Castro Daire

Campeonato de Futebol dos Açores
- Fontinhas

## Primeira fase

### Série A
| #  | Equipa                 | J  | V  | E  | D  | GP | GC | SG  | Pts  | Classificação                       |
| -- | ---------------------- | -- | -- | -- | -- | -- | -- | --- | ---- | ----------------------------------- |
| 1  | Vizela (P)             | 25 | 19 | 3  | 3  | 64 | 20 | +44 | 60   | Promovido à Segunda Liga de 2020–21 |
| 2  | Fafe                   | 25 | 16 | 4  | 5  | 34 | 18 | +16 | 52   |                                     |
| 3  | Vitória de Guimarães B | 25 | 14 | 6  | 5  | 52 | 28 | +24 | 48   |                                     |
| 4  | Braga B                | 25 | 14 | 4  | 7  | 48 | 25 | +23 | 46   |                                     |
| 5  | Merelinense            | 25 | 12 | 7  | 6  | 42 | 31 | +11 | 43   |                                     |
| 6  | S. Martinho            | 25 | 13 | 5  | 7  | 44 | 26 | +18 | 0411 |                                     |
| 7  | Maria da Fonte         | 25 | 10 | 10 | 5  | 45 | 29 | +16 | 40   |                                     |
| 8  | Marítimo B             | 25 | 10 | 9  | 6  | 46 | 37 | +9  | 39   |                                     |
| 9  | Montalegre             | 25 | 10 | 7  | 8  | 39 | 32 | +7  | 37   |                                     |
| 10 | Berço SC               | 25 | 9  | 6  | 10 | 37 | 37 | 0   | 33   |                                     |
| 11 | GD Chaves B            | 25 | 8  | 7  | 10 | 44 | 39 | +5  | 31   |                                     |
| 12 | Mirandela              | 25 | 8  | 6  | 11 | 26 | 33 | −7  | 30   |                                     |
| 13 | União da Madeira       | 25 | 9  | 3  | 13 | 35 | 52 | −17 | 30   |                                     |
| 14 | Pedras Salgadas        | 25 | 6  | 8  | 11 | 25 | 43 | −18 | 26   |                                     |
| 15 | Cerveira               | 25 | 5  | 5  | 15 | 25 | 58 | −33 | 20   |                                     |
| 16 | Bragança               | 25 | 3  | 8  | 14 | 24 | 36 | −12 | 17   |                                     |
| 17 | AD Oliveirense         | 25 | 2  | 10 | 13 | 21 | 43 | −22 | 16   |                                     |
| 18 | Câmara de Lobos        | 25 | 2  | 2  | 21 | 15 | 79 | −64 | 8    |                                     |

Última atualização em 16 de maio de 2020
Fonte: [carece de fontes?]
Regras para classificação: 1º pontos; 2º saldo de gols; 3º gols pró.
1S. Martinho penalizado em 3 pontos por utilização irregular de jogador.
(C) = Campeão; (R) = Rebaixado; (P) = Promovido; (O) = Vencedor do play-off; (A) = Classificado para a próxima fase. 
Somente aplicável se a temporada não tiver terminado: 
(Q) = Classificado para a fase do torneio indicada; (TQ) = Classificado para o torneio, mas não para a fase indicada; (DQ) = Desclassificado do torneio.

### Série B
| #  | Equipa                          | J  | V  | E  | D  | GP | GC | SG  | Pts | Classificação                       |
| -- | ------------------------------- | -- | -- | -- | -- | -- | -- | --- | --- | ----------------------------------- |
| 1  | Arouca (P)                      | 25 | 18 | 4  | 3  | 49 | 19 | +30 | 58  | Promovido à Segunda Liga de 2020–21 |
| 2  | Lusitânia Lourosa               | 25 | 14 | 8  | 3  | 43 | 18 | +25 | 50  |                                     |
| 3  | Sp. Espinho                     | 25 | 13 | 9  | 3  | 44 | 17 | +27 | 48  |                                     |
| 4  | Leça                            | 25 | 13 | 7  | 5  | 41 | 27 | +14 | 46  |                                     |
| 5  | Castro Daire                    | 25 | 12 | 8  | 5  | 32 | 22 | +10 | 44  |                                     |
| 6  | Sanjoanense                     | 25 | 12 | 6  | 7  | 36 | 30 | +6  | 42  |                                     |
| 7  | Felgueiras                      | 25 | 12 | 5  | 8  | 51 | 37 | +14 | 41  |                                     |
| 8  | Paredes                         | 25 | 9  | 7  | 9  | 26 | 19 | +7  | 34  |                                     |
| 9  | Canelas 2010                    | 25 | 7  | 12 | 6  | 23 | 19 | +4  | 33  |                                     |
| 10 | Amarante                        | 25 | 8  | 9  | 8  | 31 | 29 | +2  | 33  |                                     |
| 11 | Coimbrões                       | 25 | 8  | 6  | 11 | 29 | 41 | −12 | 30  |                                     |
| 12 | Trofense                        | 25 | 8  | 6  | 11 | 24 | 30 | −6  | 30  |                                     |
| 13 | Pedras Rubras                   | 25 | 7  | 7  | 11 | 28 | 32 | −4  | 28  |                                     |
| 14 | Gondomar                        | 25 | 7  | 6  | 12 | 28 | 33 | −5  | 27  |                                     |
| 15 | Lusitano Vildemoinhos           | 25 | 7  | 4  | 14 | 29 | 36 | −7  | 25  |                                     |
| 16 | Valadares Gaia                  | 25 | 7  | 4  | 14 | 28 | 47 | −19 | 25  |                                     |
| 17 | Vila Real                       | 25 | 4  | 3  | 18 | 20 | 47 | −27 | 15  |                                     |
| 18 | Ginásio Figueirense (C.Rodrigo) | 25 | 2  | 3  | 20 | 11 | 70 | −59 | 9   |                                     |

Última atualização em 16 de maio de 2020
Fonte: [carece de fontes?]
Regras para classificação: 1º pontos; 2º saldo de gols; 3º gols pró.
(C) = Campeão; (R) = Rebaixado; (P) = Promovido; (O) = Vencedor do play-off; (A) = Classificado para a próxima fase. 
Somente aplicável se a temporada não tiver terminado: 
(Q) = Classificado para a fase do torneio indicada; (TQ) = Classificado para o torneio, mas não para a fase indicada; (DQ) = Desclassificado do torneio.

### Série C
| #  | Equipa                 | J  | V  | E  | D  | GP | GC | SG  | Pts | Classificação |
| -- | ---------------------- | -- | -- | -- | -- | -- | -- | --- | --- | ------------- |
| 1  | Praiense               | 25 | 15 | 8  | 2  | 48 | 20 | +28 | 53  |               |
| 2  | Benfica Castelo Branco | 25 | 12 | 6  | 7  | 35 | 21 | +14 | 42  |               |
| 3  | Anadia                 | 25 | 11 | 8  | 6  | 26 | 22 | +4  | 41  |               |
| 4  | Sertanense             | 25 | 10 | 8  | 7  | 20 | 19 | +1  | 38  |               |
| 5  | Fátima                 | 25 | 9  | 10 | 6  | 35 | 28 | +7  | 37  |               |
| 6  | Beira-Mar              | 25 | 9  | 10 | 6  | 34 | 27 | +7  | 37  |               |
| 7  | Caldas                 | 25 | 7  | 14 | 4  | 31 | 24 | +7  | 35  |               |
| 8  | Condeixa               | 25 | 9  | 8  | 8  | 32 | 28 | +4  | 35  |               |
| 9  | Torreense              | 25 | 8  | 10 | 7  | 27 | 26 | +1  | 34  |               |
| 10 | Oleiros                | 25 | 7  | 12 | 6  | 24 | 20 | +4  | 33  |               |
| 11 | Marinhense             | 25 | 8  | 8  | 9  | 32 | 31 | +1  | 32  |               |
| 12 | União de Leiria        | 25 | 6  | 11 | 8  | 27 | 24 | +3  | 29  |               |
| 13 | Águeda                 | 25 | 6  | 10 | 9  | 23 | 27 | −4  | 28  |               |
| 14 | Oliveira do Hospital   | 25 | 5  | 13 | 7  | 27 | 35 | −8  | 28  |               |
| 15 | União de Santarém      | 25 | 6  | 9  | 10 | 31 | 45 | −14 | 27  |               |
| 16 | Sp. Ideal              | 25 | 7  | 6  | 12 | 28 | 38 | −10 | 27  |               |
| 17 | Vitória de Sernache    | 25 | 4  | 10 | 11 | 24 | 37 | −13 | 22  |               |
| 18 | Fontinhas              | 25 | 2  | 7  | 16 | 17 | 49 | −32 | 13  |               |

Última atualização em 16 de maio de 2020
Fonte: [carece de fontes?]
Regras para classificação: 1º pontos; 2º saldo de gols; 3º gols pró.
(C) = Campeão; (R) = Rebaixado; (P) = Promovido; (O) = Vencedor do play-off; (A) = Classificado para a próxima fase. 
Somente aplicável se a temporada não tiver terminado: 
(Q) = Classificado para a fase do torneio indicada; (TQ) = Classificado para o torneio, mas não para a fase indicada; (DQ) = Desclassificado do torneio.

### Série D
| #  | Equipa             | J  | V  | E  | D  | GP | GC | SG  | Pts | Classificação |
| -- | ------------------ | -- | -- | -- | -- | -- | -- | --- | --- | ------------- |
| 1  | Olhanense          | 25 | 17 | 6  | 2  | 57 | 19 | +38 | 57  |               |
| 2  | Real               | 25 | 17 | 6  | 2  | 58 | 16 | +42 | 57  |               |
| 3  | Alverca            | 25 | 16 | 5  | 4  | 48 | 22 | +26 | 53  |               |
| 4  | Louletano          | 25 | 15 | 6  | 4  | 40 | 22 | +18 | 51  |               |
| 5  | Sintrense          | 25 | 13 | 6  | 6  | 27 | 17 | +10 | 45  |               |
| 6  | Pinhalnovense      | 25 | 13 | 6  | 6  | 43 | 31 | +12 | 45  |               |
| 7  | Loures             | 25 | 11 | 9  | 5  | 35 | 25 | +10 | 42  |               |
| 8  | Oriental           | 25 | 10 | 8  | 7  | 30 | 27 | +3  | 38  |               |
| 9  | 1.º Dezembro       | 25 | 9  | 3  | 13 | 27 | 28 | −1  | 30  |               |
| 10 | Amora              | 25 | 6  | 10 | 9  | 24 | 29 | −5  | 28  |               |
| 11 | Esperança de Lagos | 25 | 7  | 7  | 11 | 26 | 39 | −13 | 28  |               |
| 12 | Armacenenses       | 25 | 7  | 6  | 12 | 33 | 48 | −15 | 27  |               |
| 13 | Olímpico Montijo   | 25 | 5  | 6  | 14 | 26 | 45 | −19 | 21  |               |
| 14 | Sacavenense        | 25 | 5  | 6  | 14 | 19 | 38 | −19 | 21  |               |
| 15 | Lusitano de Évora  | 25 | 4  | 8  | 13 | 30 | 48 | −18 | 20  |               |
| 16 | Fabril Barreiro    | 25 | 5  | 4  | 16 | 21 | 46 | −25 | 19  |               |
| 17 | Aljustrelense      | 25 | 4  | 6  | 15 | 27 | 52 | −25 | 18  |               |
| 18 | Sintra Football    | 25 | 2  | 10 | 13 | 20 | 39 | −19 | 16  |               |

Última atualização em 16 de maio de 2020
Fonte: [carece de fontes?]
Regras para classificação: 1º pontos; 2º saldo de gols; 3º gols pró.
(C) = Campeão; (R) = Rebaixado; (P) = Promovido; (O) = Vencedor do play-off; (A) = Classificado para a próxima fase. 
Somente aplicável se a temporada não tiver terminado: 
(Q) = Classificado para a fase do torneio indicada; (TQ) = Classificado para o torneio, mas não para a fase indicada; (DQ) = Desclassificado do torneio.